# Горно-Весёлый
Горно-Весёлый — хутор в Крымском районе Краснодарского края.
Входит в состав Молдаванского сельского поселения.

## География
Хутор находится на расстоянии 7 км к юго-западу от города Крымск, административного центра района. Примыкает к северо-восточной окраине посёлка Саук-Дере.

## Улицы
- ул. Российская.
- ул. Фестивальная.

## Население
| 1999 | 2002 | 2010 |
| ---- | ---- | ---- |
| 270  | ↗285 | ↘187 |